# غابينو إسبينوزا
غابينو إسبينوزا (بالإسبانية: Gabino Espinoza)‏ هو لاعب كرة قدم مكسيكي، ولد في 17 يناير 1991. لعب مع سيمارونس دي سونورا ‏.

## وصلات خارجية
- غابينو إسبينوزا على موقع قاعدة بيانات كرة القدم.إي يو (الإنجليزية)